# Municipio de Frederick (Dakota del Norte)
El municipio de Frederick (en inglés: Frederick Township) es un municipio ubicado en el condado de Divide en el estado estadounidense de Dakota del Norte. En el año 2010 tenía una población de 18 habitantes y una densidad poblacional de 0,19 personas por km².

## Geografía
El municipio de Frederick se encuentra ubicado en las coordenadas 48°41′2″N 103°19′52″O / 48.68389, -103.33111. Según la Oficina del Censo de los Estados Unidos, el municipio tiene una superficie total de 92.97 km², de la cual 92,65 km² corresponden a tierra firme y (0,34 %) 0,32 km² es agua.

## Demografía
Según el censo de 2010, había 18 personas residiendo en el municipio de Frederick. La densidad de población era de 0,19 hab./km². De los 18 habitantes, el municipio de Frederick estaba compuesto por el 100 % blancos. Del total de la población el 0 % eran hispanos o latinos de cualquier raza.